# Sala Kochmann

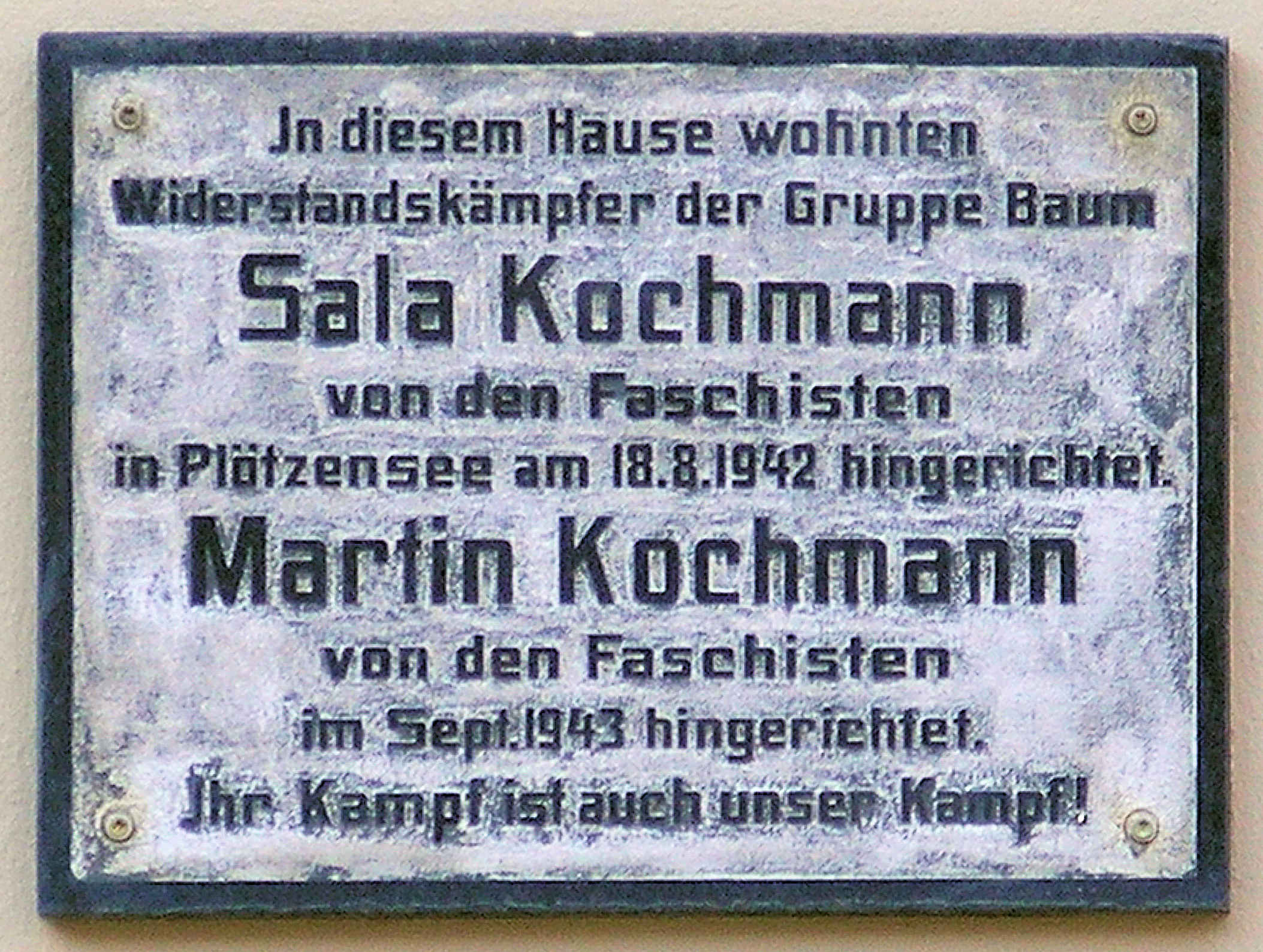
Gedenktafel für Martin und Sala Kochmann am Haus Gipsstraße 3 in Berlin.

Sala Kochmann, geborene Rosenbaum (* 7. Juni 1912 in Rzeszów, Polen; † 18. August 1942 in Berlin-Plötzensee) war eine deutsche Kindergärtnerin und Widerstandskämpferin gegen das NS-Regime. Sie wurde 1942 als Angehörige der Baum-Gruppe als Opfer der NS-Kriegsjustiz hingerichtet.

## Leben und Tätigkeit
Sala Rosenbaum erlernte den Beruf der Kindergärtnerin. 1938 heiratete sie Martin Kochmann.
Zusammen mit ihrem Ehemann schloss Kochmann sich während des Zweiten Weltkriegs der von dem ehemaligen KPD-Funktionär Herbert Baum aufgezogenen, kommunistisch orientierten Widerstandsgruppe zur NS-Herrschaft an. Nachdem die Mitglieder der Herbert-Baum-Gruppe einen Brandanschlag auf die anti-sowjetische Propagandaausstellung „Das Sowjet-Paradies“ verübt hatten, kam es zur polizeilichen Zerschlagung der Gruppe. Dabei wurden Kochmann und zahlreiche weitere Gruppenmitglieder verhaftet. Ihre Festnahme erfolgte am 23. Mai 1942.
Aus Angst, dass sie andere Angehörige der Gruppe unter dem Druck der brutalen Verhörmethoden der Geheimen Staatspolizei verraten könnte, unternahm Kochmann während ihrer Untersuchungshaft einen Suizidversuch, indem sie sich in einen Treppenschacht (nach anderen Quellen: einen Lichtschacht) des Berliner Polizeipräsidiums stürzte. Sie überlebte schwer verletzt mit einem gebrochenen Rückgrat. Zu den Sitzungen des nachfolgenden Prozesses gegen die verhafteten Angehörigen der Baum-Gruppe vor dem Volksgerichtshof musste sie mit einer Trage getragen werden. Sie wurde der Wehrkraftzersetzung angeklagt und in der Sitzung vom 16. Juli 1942 für schuldig befunden und zum Tode verurteilt.
Am 18. August 1942 wurde Kochmann zusammen mit weiteren 18 Personen in der Strafanstalt Plötzensee mit der Guillotine exekutiert. Auch zu diesem „Termin“ musste sie – bedingt durch ihre Verletzungen – auf einer Trage getragen werden. Ihr Ehemann wurde im Jahr 1943 hingerichtet.
Heute erinnert unter anderem eine Gedenktafel an dem Haus Gipsstraße 3 in Berlin-Mitte an Kochmann und ihren Mann. Auf dem Jüdischen Friedhof Berlin-Weißensee wird auf einer Gedenktafel an die 27 Mitglieder der Gruppe erinnert, die 1942/43 wegen ihres Widerstands hingerichtet wurden.